# Prionolabis cognata
Prionolabis cognata är en tvåvingeart som först beskrevs av Paul Lackschewitz 1940.  Prionolabis cognata ingår i släktet Prionolabis och familjen småharkrankar. Inga underarter finns listade i Catalogue of Life.